# Adult Swim (Australia)
Adult Swim è un contenitore televisivo free to air australiano, basato sull'omonimo blocco di programmazione statunitense.
In Australia, il contenitore va in onda il sabato e la domenica sera su 9Go!. Originariamente era una rete separata che condivideva lo spazio dei canali con Cartoon Network, a partire dal 1º gennaio 2007. Alcune serie televisive di Adult Swim sono state trasmesse anche su SBS Viceland e nell'ottobre 2013 episodi completi e brevi clip sono stati resi disponibili sul sito web ufficiale. Successivamente, il sito web ha reso disponibile alcune serie in DVD.
Verso fine 2017, Madman Entertainment ha iniziato lo streaming di Adult Swim sul suo sito specializzato in anime, chiamato Animelab.

## Storia
Adult Swim ha cominciato la sua trasmissione per la prima volta su Cartoon Network nel 2005, prima di essere rimosso verso fine 2007 senza alcun motivo. Il contenitore non è stato più trasmesso su Cartoon Network, tuttavia alcune serie proveniente dal programma originale sono state mandate in onda su The Comedy Channel dall'11 marzo 2008.
Nello stesso mese, il format ha trasmesso Robot Chicken e Harvey Birdman, Attorney at Law, con Aqua Teen Hunger Force che ha iniziato la sua trasmissione il 1º luglio. La serie animata The Boondocks va in onda separatamente sullo stesso canale, quindi con l'assenza del classico banner Adult Swim. Il canale ha trasmesso anche Moral Orel e Titan Maximum, quest'ultimo dal 6 gennaio 2010. Il 21 luglio 2010, Frisky Dingo è entrato a far parte della line-up "Animania" di Comedy Channel. Tim and Eric Awesome Show, Great Job! è stato presentato in anteprima il 26 gennaio 2011 insieme a Childrens Hospital che, a differenza della trasmissione americana, è andato in onda completamente senza censure.
La maggior parte delle serie anime non sono mai tornate in televisione; tuttavia il contenitore di programmazione Animax ha trasmesso serie anime trasmesse precedentemente su Adult Swim. Il format ha trasmesso Ghost in the Shell: Stand Alone Complex, Bleach, Air Gear, InuYasha, Cowboy Bebop e Blood+.
Alcune serie di Adult Swim sono state pubblicate in DVD region 4 da Madman Entertainment, incluse serie che non sono mai state mostrate sulla televisione australiana come Metalocalypse, Minoriteam, 12 oz. Mouse, Xavier: Renegade Angel e il lungometraggio Aqua Teen Hunger Force Colon Movie Film for Theaters.
Nell'ottobre 2013, Turner Broadcasting, in collaborazione con MCM Media e Movideo, ha lanciato un servizio di video on demand per Adult Swim Australia. L'offerta iniziale includeva una libreria di 1500 video di Adult Swim inclusi episodi completi e brevi clip.
Nel giugno 2016, Nine Network e Turner Broadcasting System hanno firmato un accordo di 2 anni per trasmettere programmi di Adult Swim su 9Go! ogni sabato e domenica sera. Rick and Morty è stato trasmesso a partire dal 1º settembre 2016. Attualmente, Adult Swim trasmette anche FishCenter Live.
Adult Swim non è attualmente trasmesso in Nuova Zelanda.
Nel 2018, Adult Swim ha aperto una pagina Instagram che promuove e pubblica video dei suoi contenuti.

## Programmazione

### Programmazione attuale
- FishCenter Live
- Robot Chicken
- Aqua Teen Hunger Force
- The Brak Show
- Rick and Morty
- Frisky Dingo
- Mary Shelley's Frankenhole
- Moral Orel
- China, IL
- Mr. Pickles
- Squidbillies
- Mike Tyson Mysteries

### Vecchia programmazione
- Tim and Eric Awesome Show, Great Job!
- Sealab 2021
- Space Ghost Coast to Coast
- Air Gear
- Black Cat
- Bleach
- Blood+
- Cowboy Bebop
- Ghost in the Shell: Stand Alone Complex
- Home Movies
- Initial D
- Mobile Suit Gundam SEED
- Inuyasha
- Mission Hill
- Sorcerous Stabber Orphen
- Trigun
- Childrens Hospital
- Fullmetal Alchemist
- Metalocalypse
- Stroker & Hoop
- Tom Goes to the Mayor
- Tokyo Underground
- Eagleheart
- Delocated
- The Heart, She Holler
- Hot Package